# Gewehr 43
Gewehr 43 sau Karabiner 43 (prescurtat G43, K43, Gew 43, Kar 43) este o pușcă semi-automată de calibru Mauser 7,92 × 57 mm creată și folosită de Germania Nazistă în timpul celui de-Al doilea Război Mondial. Încărcătorul are o capacitate de zece cartușe.

## Utilizatori
- Cehoslovacia: după război
- Franța: după război, în Indochina Franceză[3]
- Germania
- Republica Democrată Germană